# Гоппольд из Лобсдорфа, Вилем (1893)
Вилем (Вильгельм) Алоис Мария Август Гоппольд из Лобсдорфа (чеш. Vilém (Wilhelm) Alois Maria August Goppold z Lobsdorfu; 15 августа 1893, Прага, Цислейтания — 7 июля 1945, Терезин) — богемский фехтовальщик. Участник летних Олимпийских игр 1912 года.

## Биография
Вилем Гоппольд из Лобсдорфа родился 15 августа 1893 года в австро-венгерском городе Прага (сейчас в Чехии).
В 1912 году вошёл в состав сборной Богемии на летних Олимпийских играх в Стокгольме. В личном турнире рапиристов в группе 1/8 финала занял 2-е место, потерпев два поражения, в четвертьфинальной группе поделил 4-5-е места, проиграв три поединка. В личном турнире шпажистов в группе 1/8 финала занял 2-е место с одним поражением, выиграл четвертьфинальную группу, проиграв один поединок, в полуфинальной группе стал 6-м с четырьмя проигрышами. В командном турнире шпажистов сборная Богемии, за которую также выступали его отец Вилем Гоппольд из Лобсдорфа, Йозеф Пфайффер и Франтишек Кржиж, в четвертьфинальной группе выиграла у Норвегии — 10:9, в полуфинальной сыграла вничью с Нидерландами — 8:8 и проиграла им в переигровке — 5:9, а также Великобритании — 9:10 и Дании — 7:10. Также был заявлен в личном турнире саблистов, но не вышел на старт.
Позднее поселился в Германии, женился на немке и сменил имя на немецкое — Вильгельм. Работал юристом. 
Во время Второй мировой войны поддерживал немцев, из-за чего отец, будучи чешским патриотом, отказался от него.
Умер 7 июля 1945 года в транзитной тюрьме для немцев Терезин в чехословацком городе Литомержице (сейчас в Чехии).

## Семья
Мать — Мария Штрохшнейдерова (8 сентября 1868 — 28 февраля 1939), владелица галантерейного магазина на улице Рытиржской в Праге.
Отец — Вилем Гоппольд из Лобсдорфа (1869—1943), богемский фехтовальщик. Участник летних Олимпийских игр 1908 года, двукратный бронзовый призёр летних Олимпийских игр 1912 года.
Младший брат — Карел Гоппольд из Лобсдорфа (1894—1956), богемский фехтовальщик. Участник летних Олимпийских игр 1912 года.